# Francis Parker Yockey
Francis Parker Yockey (18 de septiembre de 1917-16 de junio de 1960) fue un filósofo, historiador, jurista y escritor estadounidense de ideología anticristiana, neofascista, tradicionalista y supremacista blanca. Abogado de profesión, es conocido principalmente por su libro spengleriano, Imperium: La Filosofía de Historia y Política, publicado bajo el nombre de pluma Ulick Varange, una obra que alabó el reconocido Julius Evola,y la cual reclama una "unión de imperios pan-europeos".
Yockey apoyó causas de extrema derecha en todo el mundo y sigue siendo una influencia de los movimientos nacionalistas blancos y neofascistas. A pesar de ser conocido por su reconstruccionismo pagano, inicialmente, antes de su apostasía del cristianismo, Yockey fue un católicoy antisemita cristiano que veneraba el nazismo alemán y fue uno de los primeros negacionistas del Holocausto,  de hecho en la década de 1930 se puso en contacto o trabajó con la organización alineada con el nazismo Legión de Plata y con el German American Bund. Mantuvo sus contactos con la Legión de Plata mientras servía en el ejército estadounidense durante los años 1942-43. Tras su nombramiento como abogado en Detroit en 1944-45, trabajó durante once meses en el Tribunal de Crímenes de Guerra en Alemania antes de ser despedido por ponerse del lado de los nazis. En Londres, influyó en los mosleístas ingleses del partido de extrema derecha Movimiento de la Unión y, tras enemistarse con Oswald Mosley por razones ideológicas fundó el Frente Europeo de Liberación junto a Jean Thiriart y otros descontentos.
Yockey colaboró con los servicios de inteligencia del bloque soviético y abogó por una alianza rojo-marrón (de extrema izquierda y extrema derecha) con los soviéticos contra lo que él consideraba la hegemonía judeo-estadounidense. Veía al movimiento nacionalista panárabe como otro aliado y escribió propaganda antisionista en Egipto, donde conoció a su presidente Gamal Abdel Nasser. Yockey siguió siendo un influyente agente neofascista hasta su suicidio bajo custodia del FBI en 1960. El último visitante de Yockey en prisión fue Willis Carto, que se convirtió en el principal defensor y editor de sus escritos.

## Influencia
Mientras que algunos nacionalistas europeos y estadounidenses de la posguerra se pusieron del lado de los Estados Unidos contra el comunismo, o en otros casos abogaron por el tercer posicionamiento, Yockey abogó por una alianza rojo-marrón (el rojo representaba a la extrema izquierda y el marrón representaba a la extrema derecha). Argumentó que los derechistas deberían ayudar a la expansión del comunismo y los movimientos anticoloniales del Tercer Mundo cuando amenazaban a Estados Unidos. Este punto de vista no tuvo una influencia muy significativa en la derecha estadounidense, que en la Guerra Fría en su mayor parte siguió siendo anticomunista y liberal. Tuvo un mayor impacto en Europa, donde la Nueva Derecha europea, incluidos el belga Jean Thiriart, el ruso Aleksandr Dugin y los escritores franceses Alain de Benoist y Guillaume Faye, adoptaron posiciones similares a las de Yockey, aunque hay poca evidencia de que su trabajo los haya influenciado. en esto. También influyó en los miembros del Partido Nazi estadounidense Dan Burros y James H. Madole, y Carl Schmitt tenía una copia de Imperium.
Yockey también es recordado como uno de los primeros e influyentes negadores del Holocausto.
La influencia actual de Yockey se refleja principalmente a través del trabajo de Willis Carto y su Liberty Lobby y organizaciones sucesoras. Según Stephen E. Atkins, "Gracias a los esfuerzos de Carto, Yockey es más popular después de su muerte que cuando estaba vivo". Carto dirigió el grupo Youth for George Wallace que apoyaba la campaña presidencial de 1968 del segregacionista George Wallace. Ese grupo formó la base de la National Youth Alliance, que promovió la filosofía política de Yockey y su libro Imperium. Los principales miembros de los grupos políticos de Carto eran miembros de la Francis Parker Yockey Society, una secta neonazi. Su influencia también persiste entre los odinistas. Según el politólogo estadounidense George Hawley, "la visión de Yockey de un movimiento fascista global que trasciende las fronteras nacionales es ahora un tropo común dentro de la extrema derecha".